# (9981) 1995 BS3
(9981) 1995 BS3 (1995 BS3, 1977 BJ, 1997 QO4) — астероїд головного поясу, відкритий 31 січня 1995 року.
Тіссеранів параметр щодо Юпітера — 3,377.